# Жило, Франсуаза
Мари́ Франсуа́за Жило́ (фр. Marie Françoise Gilot; 26 ноября 1921[…], Нёйи-сюр-Сен, Сена, Франция — 6 июня 2023, Манхэттен, Нью-Йорк, США) — французская художница, живописец и график, мемуаристка. Обрела известность в 1964 году, опубликовав автобиографию «Моя жизнь с Пикассо», описывающую её взаимоотношения со знаменитым художником в 1943—1953 годах.

## Биография
Мать Франсуазы Мадлен Рено (1898—1985) была талантливой художницей. Отец Франсуазы Эмиль Жило (1889—1957) успешно занимался бизнесом, отличался авторитарным характером и видел свою дочь юристом. Тем не менее, победив в жёстком противостоянии с отцом, Франсуаза занялась живописью.
В 1938 году Франсуаза открыла в Париже свою первую мастерскую в доме бабушки Анны Рено. В 1943 году в оккупированном Париже 22-летняя художница устроила свою первую выставку работ, которая была встречена благосклонно. В это же время она познакомилась с Пабло Пикассо, который был старше её на 40 лет. Пабло Пикассо в этот момент переживал сложный роман с Дорой Маар. В 1948 году Жило и Пикассо стали жить вместе в Валлорисе на юге Франции. У пары родилось двое детей: Клод (род. 1947) и Палома (род. 1949). Сложный характер Пикассо и его измены вынудили Франсуазу забрать детей и покинуть Пикассо в 1953 году. В 1955 году Франсуаза Жило вышла замуж за художника Люка Симона. В 1956 году у них родилась дочь Орелия. Супруги развелись в 1962 году по взаимному согласию.
Франсуазе поступали предложения написать мемуары о совместной жизни со знаменитостью. Пикассо всячески препятствовал их публикации и проиграл три судебных процесса. Мемуары «Моя жизнь с Пикассо» описывает не только творчество Пикассо, но и его сложные отношения с женщинами. После выхода книги Жило Пикассо прекратил отношения с их общими детьми.
В 1970 году Франсуаза Жило вышла замуж за вирусолога Джонаса Солка, открывшего вакцину против полиомиелита.
В 1990 году Франсуаза Жило награждена Орденом Почётного легиона.
Умерла в больнице Нью-Йорка 6 июня 2023 года в возрасте 101 года от болезней сердца и лёгких.

## Творчество
Франсуаза Жило начинала работать в абстракционистской манере, которая впоследствии приобрела структурные элементы. Также занималась графикой, литографией и акватинтой.

## В популярной культуре
В фильме «Прожить жизнь с Пикассо» (1996) роль Франсуазы Жило играет британская актриса Наташа Макэлхон. Во втором сезоне американского документального телесериала-антологии «Гений» (2018), рассказывающего о жизни и творчестве Пикассо, художницу играет французская актриса Поэзи Клеманс.

## Сочинения
- Лейк К. Жило Ф. Моя жизнь с Пикассо: Пер. с англ. М.: ОЛМА-Пресс, 2001. ISBN 5-224-01958-3